# Barcelona–Mataró–Maçanet-Massanes-vasútvonal
A Barcelona-França–Maçanet-Massanes-vasútvonal egy 1848-ban megnyitott, 1668 mm  nyomtávolságú, részben kétvágányú (Arenys de Mar–Maçanet között egyvágányú), 73 km hosszú vasútvonal Spanyolországban Barcelona és Maçanet között. A Barcelona–Mataró közötti szakasz volt Spanyolország első vasútvonala. Matarónál épült az ország első vasúti alagútja is. Ez a Costa del Maresme partszakaszon van, Barcelonától 30 km-re északra.
A vonalat 3000 volt egyenárammal villamosították. Maximális sebesség a vonatoknak a kétvágányú szakaszokon 160 km/h, az egyvágányú szakaszokon pedig csak 130 km/h.
Tulajdonosa az ADIF, a járatokat az RENFE üzemelteti.

## Képgaléria

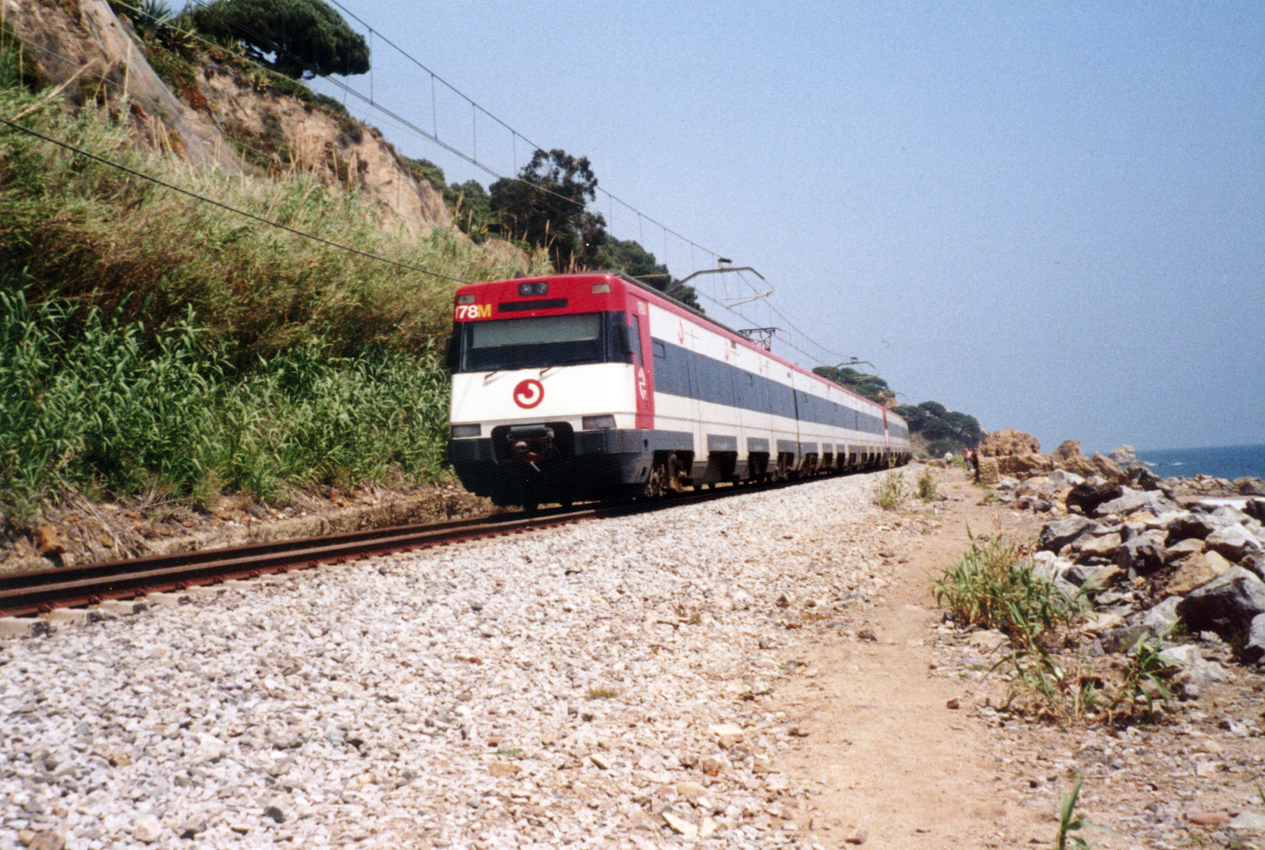
RENFE 447 sorozatú motorvonat a vonalon
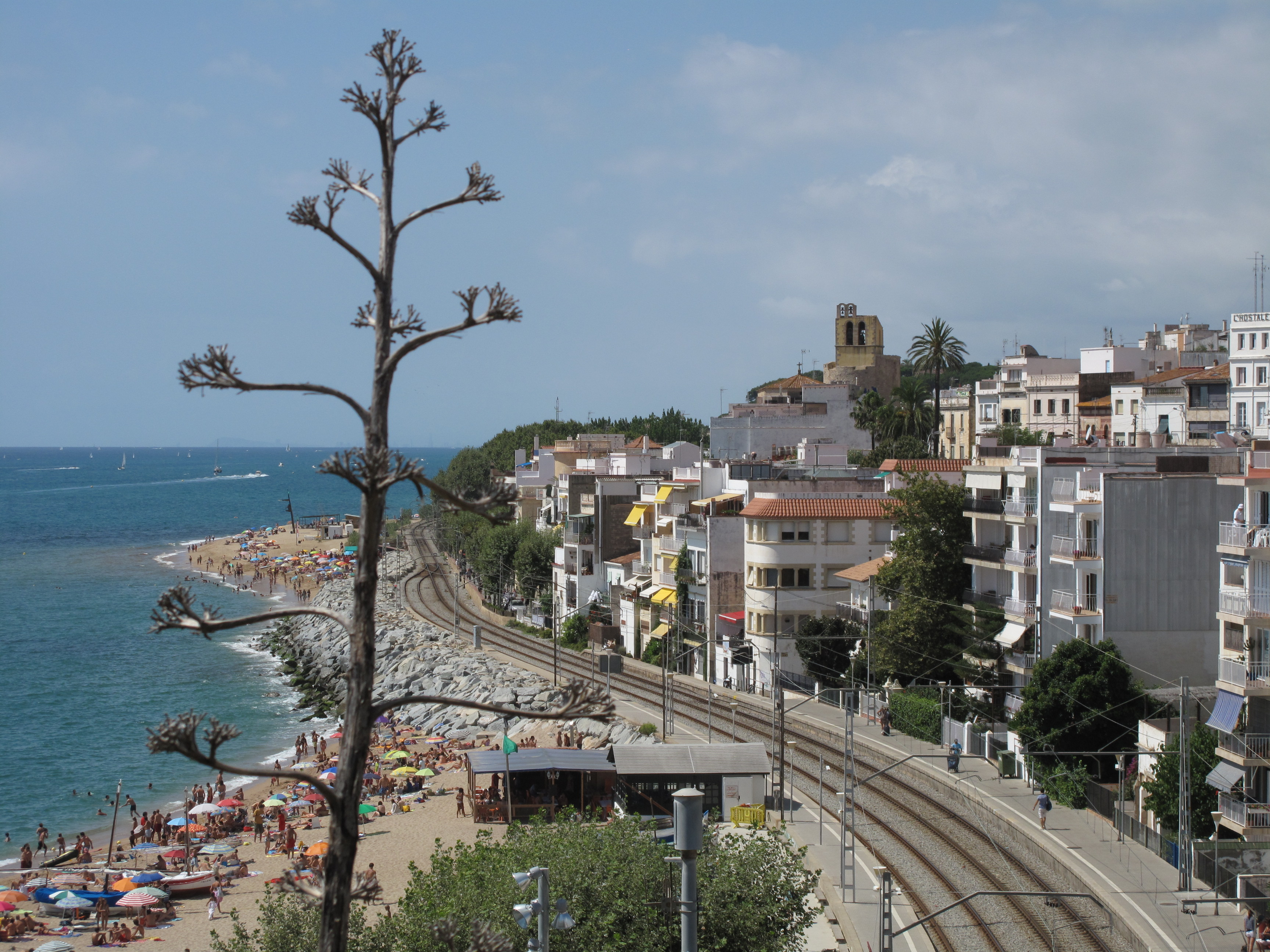
Sant Pol de Mar állomás
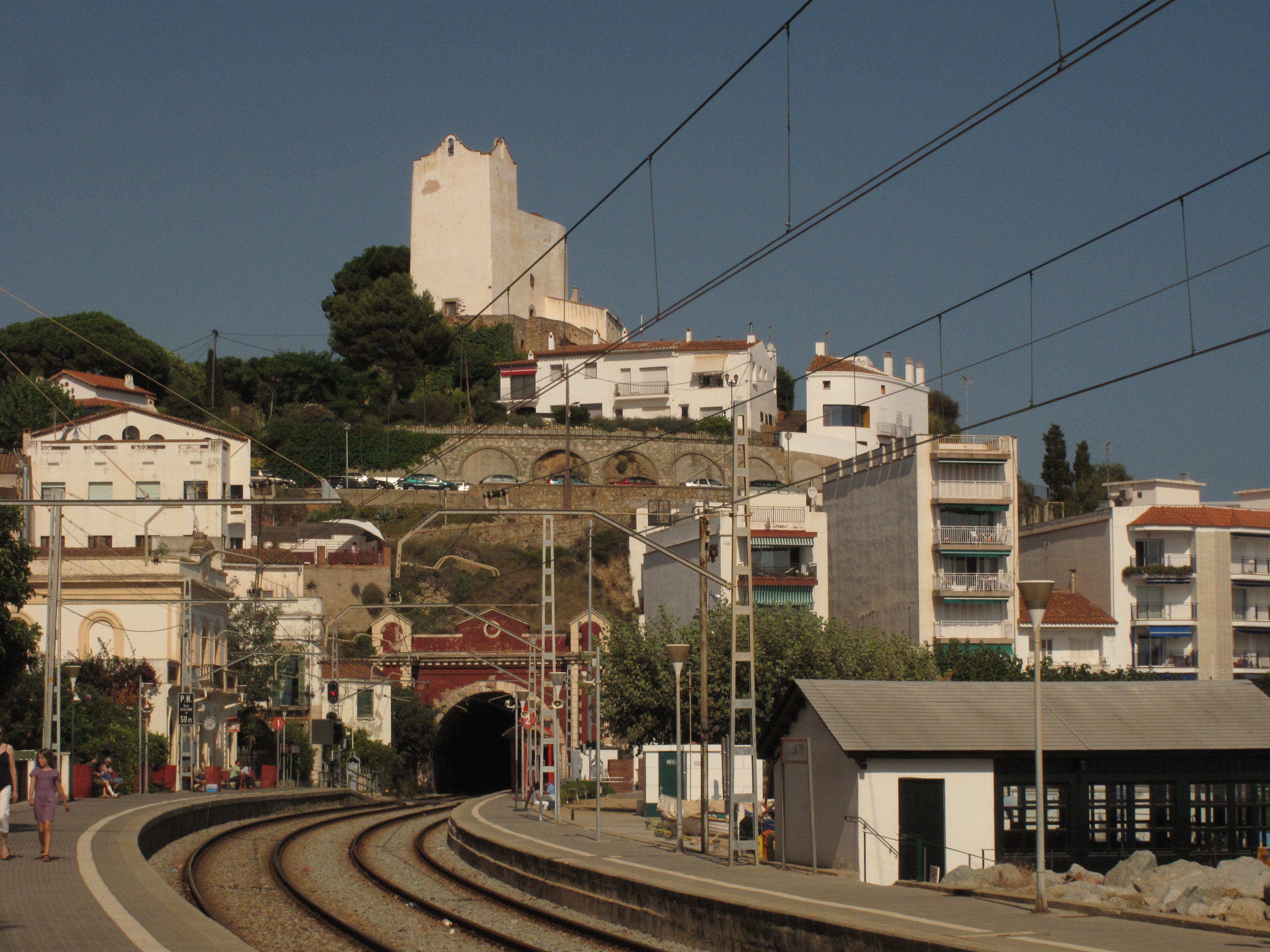
Sant Pol de Mar állomás
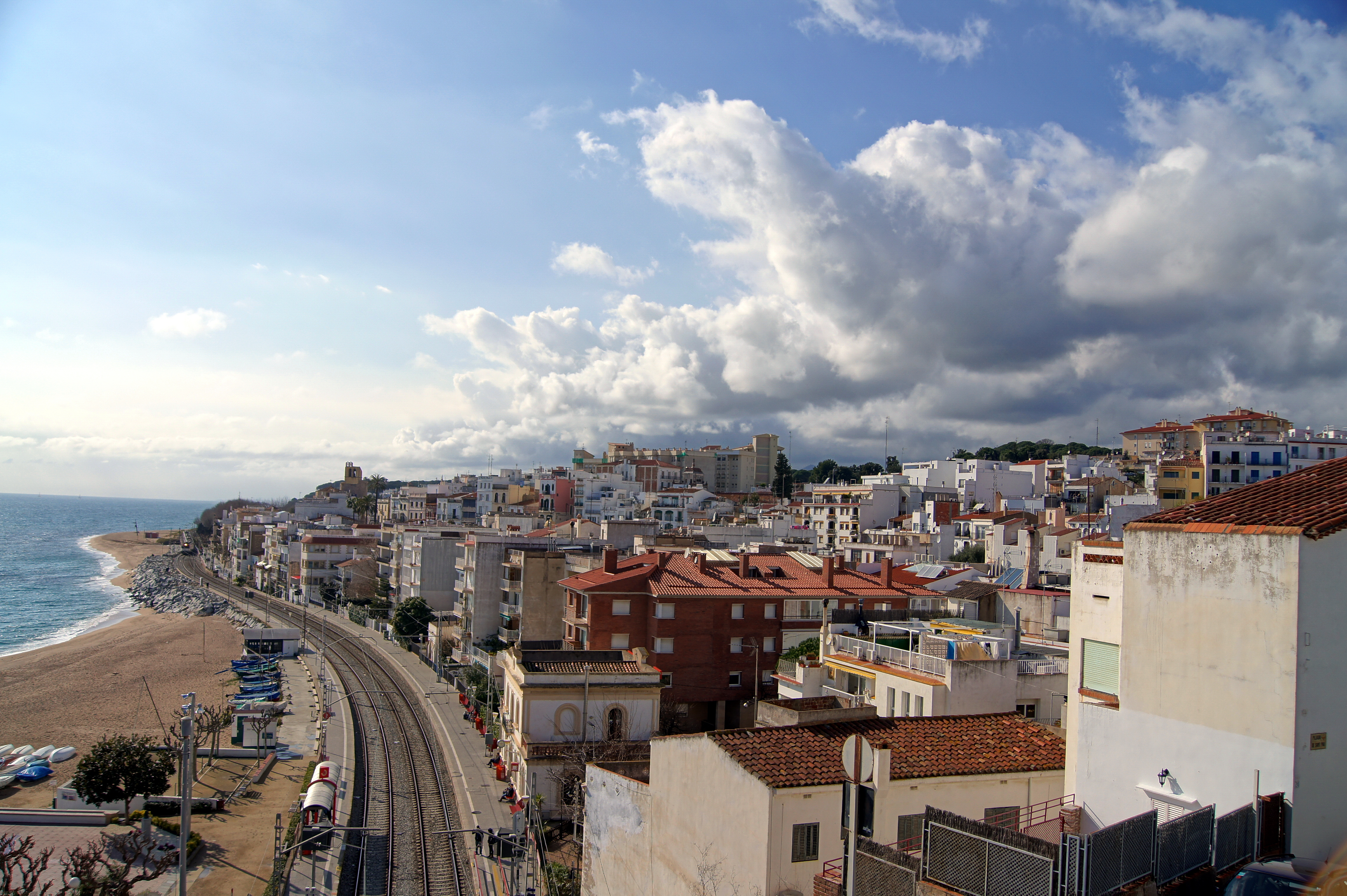
Sant Pol de Mar állomás